# Bouillé-Courdault
Bouillé-Courdault és un municipi francès situat al departament de Vendée i a la regió de País del Loira. L'any 2007 tenia 444 habitants.

## Demografia

### Població
El 2007 la població de fet de Bouillé-Courdault era de 444 persones. Hi havia 183 famílies de les quals 43 eren unipersonals (31 homes vivint sols i 12 dones vivint soles), 74 parelles sense fills, 58 parelles amb fills i 8 famílies monoparentals amb fills.
La població ha evolucionat segons el següent gràfic:
Habitants censats

### Habitatges
El 2007 hi havia 221 habitatges, 187 eren l'habitatge principal de la família, 24 eren segones residències i 10 estaven desocupats. 219 eren cases i 1 era un apartament. Dels 187 habitatges principals, 153 estaven ocupats pels seus propietaris, 31 estaven llogats i ocupats pels llogaters i 3 estaven cedits a títol gratuït; 1 tenia una cambra, 11 en tenien dues, 20 en tenien tres, 39 en tenien quatre i 116 en tenien cinc o més. 159 habitatges disposaven pel capbaix d'una plaça de pàrquing. A 85 habitatges hi havia un automòbil i a 85 n'hi havia dos o més.

### Piràmide de població
La piràmide de població per edats i sexe el 2009 era:
| Homes | Edats   | Dones |
| ----- | ------- | ----- |
| 0     | 95 o +  | 0     |
| 0     | 90 a 94 | 0     |
| 0     | 85 a 89 | 0     |
| 8     | 80 a 84 | 8     |
| 16    | 75 a 79 | 16    |
| 12    | 70 a 74 | 12    |
| 8     | 65 a 69 | 8     |
| 12    | 60 a 64 | 12    |
| 8     | 55 a 59 | 8     |
| 8     | 50 a 54 | 8     |
| 4     | 45 a 49 | 4     |
| 12    | 40 a 44 | 16    |
| 40    | 35 a 39 | 20    |
| 16    | 30 a 34 | 28    |
| 12    | 25 a 29 | 8     |
| 4     | 20 a 24 | 0     |
| 24    | 15 a 19 | 16    |
| 28    | 10 a 14 | 8     |
| 20    | 5 a 9   | 16    |
| 12    | 0 a 4   | 16    |

## Economia
El 2007 la població en edat de treballar era de 267 persones, 189 eren actives i 78 eren inactives. De les 189 persones actives 171 estaven ocupades (97 homes i 74 dones) i 18 estaven aturades (6 homes i 12 dones). De les 78 persones inactives 34 estaven jubilades, 21 estaven estudiant i 23 estaven classificades com a «altres inactius».

### Ingressos
El 2009 a Bouillé-Courdault hi havia 198 unitats fiscals que integraven 465,5 persones, la mediana anual d'ingressos fiscals per persona era de 15.896 €.

### Activitats econòmiques
Dels 12 establiments que hi havia el 2007, 1 era d'una empresa de fabricació d'altres productes industrials, 2 d'empreses de construcció, 1 d'una empresa d'hostatgeria i restauració, 1 d'una empresa financera, 3 d'empreses de serveis i 4 d'empreses classificades com a «altres activitats de serveis».
Dels 5 establiments de servei als particulars que hi havia el 2009, 1 era una fusteria, 1 electricista, 1 perruqueria, 1 restaurant i 1 saló de bellesa.
L'any 2000 a Bouillé-Courdault hi havia 15 explotacions agrícoles que ocupaven un total de 690 hectàrees.

## Equipaments sanitaris i escolars
El 2009 hi havia una escola elemental integrada dins d'un grup escolar amb les comunes properes formant una escola dispersa.

## Poblacions més properes
El següent diagrama mostra les poblacions més properes.